# Lotte (Vorname)
Lotte ist ein weiblicher Vorname.

## Herkunft und Bedeutung
Beim Namen Lotte handelt es sich um eine verselbstständigte Kurzform von Charlotte oder Liselotte.

## Verbreitung
In Belgien hat sich der Name unter den beliebtesten Mädchennamen etabliert, wobei die Popularität in den vergangenen Jahren nachließ. Nachdem der Name im Jahr 2010 auf Rang 10 der Hitliste stand, belegte er zuletzt Rang 54 (Stand 2021).
In den Niederlanden hat sich Lotte unter den Topnamen etabliert. Im Jahr 2021 stand Lotte auf Rang 13 der Hitliste.
In Deutschland war der Name Lotte bereits in den 1910er und 1920er Jahren sehr beliebt. Als höchste Platzierung erreichte er im Jahr 1921 Rang 32 der Hitliste. In den 1940er Jahren geriet der Name außer Mode. In den späten 2000er Jahren nahm seine Popularität wieder zu. Im Jahr 2014 erreichte der Name erstmals wieder die Top-100 der Vornamenscharts. Im Jahr 2021 stand Lotte auf Rang 86 der Hitliste.

## Varianten
Varianten des Namens sind Lotta, Lotti und Lottie.
Für weitere Varianten: siehe Charlotte#Varianten und Liselotte#Varianten

## Namensträgerinnen

### A
- Lotte Adolphs (1915–1995), deutsche Pädagogin
- Lotte Andersen (* 1963), dänische Schauspielerin, Sängerin, Dokumentarfilmerin und Autorin
- Lotte Anker (* 1958), dänische Jazz-Saxophonistin

### B
- Lotte Backes (1901–1990), deutsche Pianistin, Organistin und Komponistin
- Lotte Barthel (1912–1992), österreichische Schauspielerin
- Lotte Berger (1907–1990), deutsche Schauspielerin
- Lotte Betke (1905–2008), deutsche Theaterschauspielerin und Schriftstellerin
- Lotte Brackebusch (1898–1978), deutsche Schauspielerin
- Lotte Brainin (1920–2020), österreichische Widerstandskämpferin und Überlebende des Holocausts
- Lotte Brügmann-Eberhardt (1921–2018), deutsche Schriftstellerin
- Lotte Bruil (* 1977), niederländische Badmintonspielerin
- Lotte Bundsgaard (* 1973), dänische Politikerin und Journalistin
- Lotte Buschan (1917–1994), deutsche Opernsängerin

### C
- Lotte Cohn (1893–1983), israelische Architektin

### D
- Lotte Denkhaus (1905–1986), deutsche Pfarrfrau und Schriftstellerin

### E
- Lotte Eckener (1906–1995), deutsche Fotografin und Verlegerin
- Lotte Eisner (1896–1983), deutsch-französische Filmhistorikerin

### F
- Lotte Flack (* 1994), deutsche Schauspielerin
- Lotte Friese-Korn (1899–1963), deutsche Politikerin (FDP)
- Lotte Friis (* 1988), dänische Schwimmerin

### G
- Lotte Glas (1873–1944), österreichische Sozialdemokratin, Frauenrechtlerin und Schriftstellerin
- Lotte Goslar (1907–1997), deutsch-US-amerikanische Tänzerin
- Lotte Grigel (* 1991), dänische Handballspielerin

### H
- Lotte Haidegger (1925–2004), österreichische Leichtathletin
- Lotte Hartmann-Kottek-Schroeder (* 1937), deutsche Gestalttherapeutin
- Lotte Hass (1928–2015), österreichische Taucherin, Schauspielerin und Ehefrau von Hans Hass
- Lotte Hegewisch (1822–1903), deutsche Schriftstellerin
- Lotte Herrlich (1883–1956), deutsche Fotografin

### I
- Lotte Ingrisch (1930–2022), österreichische Schriftstellerin

### J
- Lotte Jacobi (1896–1990), deutsch-US-amerikanische Porträt-, Theater- und Kunstfotografin

### K
- Lotte Kiærskou (* 1975), dänische Handballspielerin
- Lotte Kliebert (1887–1991), deutsche Musikerin
- Lotte Knabe (1907–1991), deutsche Archivarin und Historikerin
- Lotte Koch (1913–2013), deutsch-belgische Schauspielerin
- Lotte Kramer (* 1923), britische Schriftstellerin deutscher Herkunft

### L
- Lotte Lang (1900–1985), österreichische Schauspielerin
- Lotte Laserstein (1898–1993), deutsche Malerin
- Lotte Ledl (* 1930), österreichische Schauspielerin
- Lotte Lehmann (1888–1976), deutsch-US-amerikanische Opernsängerin
- Lotte Lemke (1903–1988), deutsche Fürsorgerin
- Lotte Lenya (1898–1981), österreichisch-US-amerikanische Schauspielerin und Sängerin
- Lotte Lien (* 1988), norwegische Boxerin
- Lotte Loebinger (1905–1999), deutsche Schauspielerin
- Lotte Lorring (1893–1939), deutsche Schauspielerin und Sängerin

### M
- Lotte Meckauer (1894–1971), deutsche Schriftstellerin
- Lotte Medelsky (1880–1960), österreichische Schauspielerin
- Lotte Mende (1834–1891), deutsche Heimatschauspielerin
- Lotte Meyer (1909–1991), deutsche Schauspielerin
- Lotte Mühe (1910–1981), deutsche Schwimmerin

### N
- Lotte Neumann (1896–1977), deutsche Schauspielerin
- Lotte Nogler (* 1947), italienische Skirennläuferin

### O
- Lotte Ohm (* 1975), deutsche Schauspielerin
- Lotte Oldenburg-Wittig (1896–1982), deutsche Malerin, Grafikerin und Illustratorin
- Lotte Olsen (* 1966), dänische Badmintonspielerin

### P
- Lotte Paepcke (1910–2000), deutsch-jüdische Schriftstellerin
- Lotte Palfi-Andor (1903–1991), deutsche Schauspielerin
- Lotte Philippi (1918–2004), hessische Politikerin (CDU)
- Lotte Pichler (* 1933), deutsche Umweltaktivistin, Alpinistin und Sportfunktionärin
- Lotte Prak (* 1992), niederländische Handballspielerin
- Lotte Pritzel (1887–1952), deutsche Puppenmacherin, Kostümbildnerin, Zeichnerin
- Lotte Pulewka (1893–1966), deutsche Sozialistin

### R
- Lotte Rausch (1911–1995), deutsche Schauspielerin
- Lotte Reiniger (1899–1981), deutsche Künstlerin, Scherenschneiderin, Silhouetten-Animationsfilmerin, Buchillustratorin
- Lotte Rysanek (1924–2016), österreichische Kammersängerin

### S
- Lotte Schädle (* 1926), deutsche Opern-, Operetten-, Lied- und Konzertsängerin in der Stimmlage Sopran
- Lotte Scheimpflug (1908–1997), österreichische, deutsche und italienische Rennrodlerin
- Lotte Schenk-Danzinger (1905–1992), österreichische Psychologin
- Lotte Schreiber (* 1971), österreichische Filmemacherin und Künstlerin
- Lotte Smiseth Sejersted (* 1991), norwegische Skirennläuferin
- Lotte Søgaard-Andersen (* 1959), dänische Molekulargenetikerin, Direktorin am Max-Planck-Institut für terrestrische Mikrobiologie
- Lotte Specht (1911–2002), deutsche Fußballspielerin
- Lotte Spira (1883–1943), deutsche Schauspielerin
- Lotte Stein (1894–1982), deutsche Schauspielerin
- Lotte Strauss (1913–1985), deutsch-amerikanische Pathologin

### T
- Lotte Tarp (1945–2002), dänische Schauspielerin
- Lotte Toberentz (1900–1964), deutsche Kriminalrätin und Leiterin des Mädchenlagers Uckermark
- Lotte Tobisch (1926–2019), österreichische Theaterschauspielerin

### U
- Lotte Ulbricht (1903–2002), deutsche Politikerin (SED) und zweite Ehefrau des DDR-Staatsratsvorsitzenden Walter Ulbricht

### V
- Lotte Verbeek (* 1982), niederländische Schauspielerin

### W
- Lotte Werkmeister (1885–1970), deutsche Chansonsängerin, Kabarettistin und Filmschauspielerin
- Lotte Wolf-Matthäus (1908–1979), deutsche Sängerin

### Kunstfigur
- Lotte in Weimar, Roman von Thomas Mann
- Charlotte S., als Lotte Kunstfigur in Goethes Die Leiden des jungen Werthers